# Campeonato Mundial de Voleibol Feminino Sub-23 de 2013
O  Campeonato Mundial de Voleibol Feminino Sub-23 de 2013   foi a primeira edição da competição que reuniu doze  seleções mundiais na disputa do título na categoria Sub-23 na época recém criada. Competição organizada pela FIVB no período de 5 a 12 de outubro nas cidades mexicanas de Tijuana e Mexicali.A Seleção Chinesa conquistou o título inédito de forma invicta e vice-campeonato foi obtido pela Seleção da República Dominicana e jogadora chinesa  Yao Di recebeu o prêmio de Melhor Jogadora da competição.

## Formato de disputa
As doze seleções foram dispostas em dois grupos de seis equipes e enfrentaram-se entre si em seus respectivos grupos em turno único, conforme sorteio da entidade organizadora. As duas primeiras colocadas de cada grupo se classificaram para a fase semifinal, e enfrentaram-se em cruzamento olímpico. As terceiras e quartas colocadas de cada grupo participaram da disputa do 5º ao 8º lugares. Os times vencedores das semifinais qualificaram-se para partida final, que definiu o campeão; já as equipes derrotadas nas semifinais decidiram a terceira posição.
Para a classificação dentro dos grupos na primeira fase, o placar de 3-0 ou 3-1 garantiu três pontos para a equipe vencedora e nenhum para a equipe derrotada; já o placar de 3-2 garantiu dois pontos para a equipe vencedora e um para a perdedora.

## Seleções participantes
As seleções classificadas para o Campeonato Mundial Sub-23 de 2013 foram:
| Equipe               | Qualificação                                        |
| -------------------- | --------------------------------------------------- |
| México               | Representante do País-Sede                          |
| Argentina            | Terceiro lugar da Copa Pan-Americana Sub-23 de 2012 |
| Brasil               | Vice-campeão da Copa Pan-Americana Sub-23 de 2012   |
| Cuba                 | Quinto lugar da Copa Pan-Americana Sub-23 de 2012   |
| República Dominicana | Campeão da Copa Pan-Americana Sub-23 de 2012        |
| Itália               | Nomeação ranking Sub-19 e Sub-20 da CEV             |
| Turquia              | Nomeação ranking Sub-19 e Sub-20 da CEV             |
| Japão                | Nomeação ranking adulto da AVC                      |
| China                | Nomeação ranking adulto da AVC                      |
| Quênia               | Nomeação ranking adulto da CAVB                     |
| Alemanha             | Convite                                             |
| Estados Unidos       | Nomeação ranking da FIVB                            |

## Primeira fase

### Grupo A
Classificação
- Local 1: High Performance Sports Center of Baja California-Tijuana
- Local 2: Auditorio del Estado-Mexicali

|     |                      |     | Jogos | Jogos | Jogos | Resultados | Resultados | Resultados | Resultados | Resultados | Resultados | Sets | Sets | Sets  | Pontos | Pontos | Pontos |
| Pos | Equipe               | Pts | T     | V     | D     | 3–0        | 3–1        | 3–2        | 2–3        | 1–3        | 0–3        | V    | P    | R     | V      | P      | R      |
| --- | -------------------- | --- | ----- | ----- | ----- | ---------- | ---------- | ---------- | ---------- | ---------- | ---------- | ---- | ---- | ----- | ------ | ------ | ------ |
| 1   | República Dominicana | 13  | 5     | 4     | 1     | 3          | 1          | 0          | 1          | 0          | 0          | 14   | 4    | 3.500 | 421    | 333    | 1.264  |
| 2   | Japão                | 12  | 5     | 5     | 0     | 1          | 1          | 3          | 0          | 0          | 0          | 15   | 7    | 2.143 | 476    | 433    | 1.099  |
| 3   | Turquia              | 9   | 5     | 3     | 2     | 1          | 1          | 1          | 1          | 0          | 1          | 11   | 9    | 1.222 | 449    | 425    | 1.056  |
| 4   | Itália               | 8   | 5     | 2     | 3     | 2          | 0          | 0          | 2          | 1          | 0          | 11   | 9    | 1.222 | 443    | 423    | 1.047  |
| 5   | Argentina            | 3   | 5     | 1     | 4     | 1          | 0          | 0          | 0          | 0          | 4          | 3    | 12   | 0.250 | 291    | 366    | 0.795  |
| 6   | México               | 0   | 5     | 0     | 5     | 0          | 0          | 0          | 0          | 2          | 3          | 2    | 15   | 0.133 | 318    | 418    | 0.761  |

| Data  | Hora  |                         | Placar |                         | Set 1 | Set 2 | Set 3 | Set 4 | Set 5 | Total   | Relatório |
| ----- | ----- | ----------------------- | ------ | ----------------------- | ----- | ----- | ----- | ----- | ----- | ------- | --------- |
| 5 out | 15:00 | Itália                  | 2–3    | ' Turquia'              | 31–29 | 25–16 | 24–26 | 22–25 | 15–17 | 117–113 | 117–113   |
| 5 out | 17:00 | 'República Dominicana ' | 3–0    | Argentina               | 25–14 | 25–18 | 25–16 |       |       | 75–48   | 75–48     |
| 5 out | 20:00 | México                  | 1–3    | ' Japão'                | 19–25 | 13–25 | 25–20 | 15–25 |       | 72–95   | 72–95     |
| 6 out | 15:00 | 'Japão '                | 3–2    | Itália                  | 21–25 | 18–25 | 25–22 | 25–16 | 15–12 | 104–100 | 104–100   |
| 6 out | 17:00 | Turquia                 | 0–3    | ' República Dominicana' | 18–25 | 16–25 | 21–25 |       |       | 55–75   | 55–75     |
| 6 out | 19:00 | México                  | 0–3    | ' Argentina'            | 24–26 | 21–25 | 21–25 |       |       | 66–76   | 66–76     |
| 7 out | 15:00 | Argentina               | 0–3    | ' Turquia'              | 20–25 | 20–25 | 19–25 |       |       | 59–75   | 59–75     |
| 7 out | 17:00 | 'Japão '                | 3–2    | República Dominicana    | 15–25 | 25–22 | 17–25 | 25–17 | 15–9  | 97–98   | 97–98     |
| 7 out | 19:00 | México                  | 0–3    | ' Itália'               | 19–25 | 15–25 | 20–25 |       |       | 54–75   | 54–75     |
| 8 out | 15:00 | Argentina               | 0–3    | ' Japão'                | 19–25 | 16–25 | 19–25 |       |       | 54–75   | 54–75     |
| 8 out | 17:00 | 'República Dominicana ' | 3–1    | Itália                  | 23–25 | 25–23 | 25–16 | 25–12 |       | 98–76   | 98–76     |
| 8 out | 19:00 | México                  | 1–3    | ' Turquia'              | 7–25  | 25–22 | 25–18 | 25–19 |       | 82–84   | 97–69     |
| 9 out | 15:00 | 'Itália '               | 3–0    | Argentina               | 25–18 | 25–19 | 25–17 |       |       | 75–54   | 75–54     |
| 9 out | 17:00 | Turquia                 | 2–3    | ' Japão'                | 25–23 | 22–25 | 24–26 | 25–16 | 13–15 | 109–105 | 109–105   |
| 9 out | 19:00 | México                  | 0–3    | ' República Dominicana' | 15–25 | 21–25 | 21–25 |       |       | 57–75   | 57–75     |

### Grupo B
Classificação
- Local 1: High Performance Sports Center of Baja California-Tijuana
- Local 2: Auditorio del Estado-Mexicali

|     |                |     | Jogos | Jogos | Jogos | Resultados | Resultados | Resultados | Resultados | Resultados | Resultados | Sets | Sets | Sets  | Pontos | Pontos | Pontos |
| Pos | Equipe         | Pts | T     | V     | D     | 3–0        | 3–1        | 3–2        | 2–3        | 1–3        | 0–3        | V    | P    | R     | V      | P      | R      |
| --- | -------------- | --- | ----- | ----- | ----- | ---------- | ---------- | ---------- | ---------- | ---------- | ---------- | ---- | ---- | ----- | ------ | ------ | ------ |
| 1   | China          | 14  | 5     | 5     | 0     | 2          | 2          | 1          | 0          | 0          | 0          | 15   | 4    | 3.750 | 436    | 356    | 1.225  |
| 2   | Estados Unidos | 10  | 5     | 3     | 2     | 2          | 0          | 1          | 2          | 0          | 0          | 13   | 8    | 1.625 | 443    | 376    | 1.178  |
| 3   | Brasil         | 10  | 5     | 3     | 2     | 2          | 1          | 0          | 1          | 1          | 0          | 12   | 7    | 1.714 | 440    | 344    | 1.279  |
| 4   | Alemanha       | 7   | 5     | 2     | 3     | 2          | 0          | 0          | 1          | 1          | 1          | 9    | 9    | 1,000 | 370    | 379    | 0.976  |
| 5   | Cuba           | 3   | 5     | 1     | 4     | 1          | 0          | 0          | 0          | 1          | 3          | 4    | 12   | 0.333 | 346    | 391    | 0.885  |
| 6   | Quênia         | 0   | 5     | 0     | 5     | 0          | 0          | 0          | 0          | 0          | 5          | 0    | 15   | 0,000 | 186    | 375    | 0.496  |

| Data  | Hora  |                   | Placar |             | Set 1 | Set 2 | Set 3 | Set 4 | Set 5 | Total  | Relatório |
| ----- | ----- | ----------------- | ------ | ----------- | ----- | ----- | ----- | ----- | ----- | ------ | --------- |
| 5 out | 15:00 | 'Estados Unidos ' | 3–0    | Quênia      | 25–11 | 25–11 | 25–6  |       |       | 75–28  | 75–28     |
| 5 out | 17:00 | 'China '          | 3–1    | Alemanha    | 25–21 | 25–22 | 18–25 | 25–19 |       | 93–87  | 93–87     |
| 5 out | 19:00 | 'Brasil '         | 3–1    | Cuba        | 28–26 | 25–27 | 25–15 | 25–21 |       | 103–89 | 103–89    |
| 6 out | 15:00 | Quênia            | 0–3    | ' Alemanha' | 9–25  | 15–25 | 10–25 |       |       | 34–75  | 34–75     |
| 6 out | 17:00 | 'Estados Unidos ' | 3–0    | Cuba        | 25–20 | 25–19 | 25–21 |       |       | 75–60  | 75–61     |
| 6 out | 19:00 | Brasil            | 1–3    | ' China'    | 16–25 | 25–21 | 22–25 | 23–25 |       | 86–96  | 86–96     |
| 7 out | 15:00 | Quênia            | 0–3    | ' Brasil'   | 8–25  | 7–25  | 10–25 |       |       | 25–75  | 25–75     |
| 7 out | 17:00 | 'Estados Unidos ' | 3–2    | Alemanha    | 25–15 | 23–25 | 25–27 | 25–12 | 15–11 | 113–90 | 113–90    |
| 7 out | 19:00 | Cuba              | 0–3    | ' China'    | 14–25 | 21–25 | 23–25 |       |       | 58–75  | 58–75     |
| 8 out | 15:00 | Quênia            | 0–3    | ' Cuba'     | 19–25 | 23–25 | 21–25 |       |       | 63–75  | 63–75     |
| 8 out | 17:00 | Estados Unidos    | 2–3    | ' China'    | 15–25 | 25–18 | 25–14 | 19–25 | 5–15  | 89–97  | 89–97     |
| 8 out | 19:00 | Alemanha          | 0–3    | ' Brasil'   | 11–25 | 11–25 | 21–25 |       |       | 43–75  | 43–75     |
| 9 out | 15:00 | 'China '          | 3–0    | Quênia      | 25–16 | 25–6  | 25–14 |       |       | 75–36  | 75–36     |
| 9 out | 17:00 | 'Alemanha '       | 3–0    | Cuba        | 25–22 | 25–22 | 25–20 |       |       | 75–64  | 75–64     |
| 9 out | 19:00 | 'Estados Unidos ' | 3–2    | Brasil      | 25–20 | 16–25 | 10–25 | 25–22 | 15–9  | 91–101 | 91–101    |

## Fase final

### Classificação  5º ao 8º lugares
| Data   | Hora  |            | Placar |           | Set 1 | Set 2 | Set 3 | Set 4 | Set 5 | Total | Relatório |
| ------ | ----- | ---------- | ------ | --------- | ----- | ----- | ----- | ----- | ----- | ----- | --------- |
| 11 out | 12:00 | 'Turquia ' | 3–0    | Alemanha  | 25–13 | 25–13 | 25–19 |       |       | 75–45 | 75–45     |
| 11 out | 14:00 | Brasil     | 0–3    | ' Itália' | 13–25 | 24–26 | 22–25 |       |       | 59–76 | 59–76     |

### Semifinais
| Data   | Hora  |                         | Placar |                | Set 1 | Set 2 | Set 3 | Set 4 | Set 5 | Total | Relatório |
| ------ | ----- | ----------------------- | ------ | -------------- | ----- | ----- | ----- | ----- | ----- | ----- | --------- |
| 11 out | 17:00 | 'República Dominicana ' | 3–0    | Estados Unidos | 25–21 | 25–21 | 27–25 |       |       | 77–67 | 77–67     |
| 11 out | 19:00 | 'China '                | 3–0    | Japão          | 27–25 | 26–24 | 25–13 |       |       | 78–62 | 78–62     |

### Sétimo lugar
| Data   | Hora  |          | Placar |           | Set 1 | Set 2 | Set 3 | Set 4 | Set 5 | Total | Relatório |
| ------ | ----- | -------- | ------ | --------- | ----- | ----- | ----- | ----- | ----- | ----- | --------- |
| 12 out | 12:00 | Alemanha | 1–3    | ' Brasil' | 20–25 | 17–25 | 25–20 | 15–25 |       | 77–95 | 77–95     |

### Quinto lugar
| Data   | Hora  |            | Placar |        | Set 1 | Set 2 | Set 3 | Set 4 | Set 5 | Total | Relatório |
| ------ | ----- | ---------- | ------ | ------ | ----- | ----- | ----- | ----- | ----- | ----- | --------- |
| 12 out | 14:00 | 'Turquia ' | 3–0    | Itália | 25–17 | 25–20 | 25–22 |       |       | 75–59 | 59–75     |

### Terceiro lugar
| Data   | Hora  |                | Placar |          | Set 1 | Set 2 | Set 3 | Set 4 | Set 5 | Total | Relatório |
| ------ | ----- | -------------- | ------ | -------- | ----- | ----- | ----- | ----- | ----- | ----- | --------- |
| 12 out | 17:00 | Estados Unidos | 1–3    | ' Japão' | 16–25 | 25–20 | 11–25 | 19–25 |       | 71–95 | 71–95     |

### Final
| Data   | Hora  |                      | Placar |       | Set 1 | Set 2 | Set 3 | Set 4 | Set 5 | Total | Relatório |
| ------ | ----- | -------------------- | ------ | ----- | ----- | ----- | ----- | ----- | ----- | ----- | --------- |
| 12 out | 19:00 | República Dominicana | 0–3    | China | 21–25 | 20–25 | 24–26 |       |       | 65–76 | P2P3      |